# Richard Hammond
Richard Mark Hammond (* 19. prosince 1969, Solihull ve Velké Británii) je britský televizní moderátor známý především pořadem Top Gear, který mezi lety 2002 až 2015 moderoval s Jeremym Clarksonem a Jamesem Mayem. Dále také moderoval pořady Brainiac: Šílená věda a britskou verzi Drtivé porážky. Po odchodu z Top Gearu v roce 2015 se trio rozhodlo uvádět nový pořad The Grand Tour.

## Osobní život
Narodil se v britském Solihullu do rodiny Eileen a Alana Hammondových. Má dva mladší bratry; Nicholase a Andrewa. V polovině 80. letech 20. století se celá rodina přestěhovala do Riponu v North Yorkshiru. Nejdříve studoval na místním gymnáziu, poté od roku 1986 do roku 1988 studoval na Harrogate College, kde promoval z mediální tvorby.
V květnu 2002 se oženil s Amandou Etheridge, se kterou má dvě dcery: Isabellu a Willow. Žije v Herefordshire, avšak vlastní i byt v Londýně. Vlastní velké množství aut, například Aston Martin DBS V12, Porsche 911 GT3 RS, zakoupené v dubnu 2016, ale také Dodge Challenger, Land Rover Defender nebo Morgan Aero 8, který ale po autonehodě prodal.
Je viceprezidentem britské charitativní společnosti The Children's Trust, která pomáhá dětem s poraněním mozku.

## Kariéra
Po dokončení školy pracoval pro několik rozhlasových stanic BBC.
V roce 2002 začal moderovat magazín o autech Top Gear společně s Jeremym Clarksonen a Jamesem Mayem.
Od roku 2003 moderuje TV pořad Brainiac: Šílená věda, který se zabývá především vědou. V roce 2007 ho nahradil Vic Reeves.
V rámci speciálu Top Gearu, Richard spolu s Jamesem a Jeremym objevil takzvaný pramen Nilu, postavili vlastními silami most přes řeku Kok, dobyli severní pól a přeplavali kanál La Manche na vlastnoručně postaveném obojživelném autě.
V Top Gearu měl přezdívku křeček, jelikož v jedné z epizod, kdy se předávaly "Ceny Top Gearu", jedl papír s výsledky. Nepojmenoval ho tak však Jeremy, jak se mnoho lidí mylně domnívá, ale právě fanoušci Top Gearu.
Ve čtvrtek 20. září 2006 se během natáčení Top Gearu na letecké základně RAF Elvington pokusil překonat rychlostní rekord Británie (483,18 km/h) v dragsteru Vampire. Při své první jízdě se přes tuto hodnotu dostal, naměřili mu dokonce přes 500 km/h, při druhé podle všeho také. Ale při třetí jízdě mu explodovala pravá přední pneumatika a vyletěl z dráhy. S těžkým otřesem mozku byl převezen do nemocnice, kde se jeho stav stabilizoval. Následujících pět týdnů ještě zůstával v nemocnici. Dlouhou dobu se pak poté léčil, ale dokázal se úplně uzdravit a vrátit se zpět do Top Gearu. On sám řekl, že jediný rozdíl mezi ním před nehodou a po nehodě je v tom, že předtím nejedl celer a teď už ano. Jeremy Clarkson o jeho nehodě prohlásil, že Richard nahlédl za dveře smrti a usoudil, že se mu tam nelíbí. O nehodě napsal knihu Na hraně.
Od roku 2008 do roku 2012 moderoval společně s Amandou Byram britskou verzi Drtivé porážky, nicméně, roku 2012 byla show z rozhodnutí BBC zrušena.
V roce 2015 natočil dokumentární film Putování džunglí s Richardem Hammondem. Již rok předtím ale natáčel i pořad Vědecky prověřeno, který se zabýval fyzikou a jejím využití v reálném životě.

## Knihy
V češtině vyšly pouze tři jeho knihy: Na hraně, Jak fungují auta a ...nebo jsem cvok?. První z uvedených knih pojednává o jeho nehodě v září 2006 a o následném zotavování, kdy si nemohl na nic vzpomenout a hýbal se jen s těžkostmi. ...nebo jsem cvok? je autobiografická kniha pojednávající o jeho osobě. V Česku vyšla poprvé v roce 2012.